# Route européenne 951
Pour les articles homonymes, voir E951 et Route 951.
La route européenne 951 est une route reliant Ioannina à Missolonghi.